# 王鼎新
王鼎新（16世紀—17世紀），字聚侯，號臨流、又号介繁，山西平陽府蒲州臨晉縣，明朝政治人物。

## 生平
王鼎新在萬曆四十三年（1615年）中舉人，四十七年（1619年）成進士，刑部觀政，獲授邢臺知縣，天啓二年（1622年）改任清苑，天啓五年在京察時辭官。朝議在籍者不赴選者要受罰，他被謫任淮南負責鹽事，有商人輸掉罪錢萬餘，官員為他辯白，他說：「不是擁有者而取用，是盜賊。」因此處罰商人；再轉為天津道副使督餉，在任內去世，巡撫哭著說：「我失去助手了。」。

## 家族
曾祖王良幹。祖父王福寿。父王畏佐，生员。

## 引用
1. 1 2  民國《臨晉縣志·卷九·鄉賢錄上》：王鼎新，萬曆進士，歷邢臺、清苑令，進主事京察歸。嗣朝議以在籍不赴選者罰，謫判淮南委鹽事，商有輸罪錢，累萬吏白之，新曰：「非其有而取之，盜也」乃給商。尋兵備津門，督餉無乏，簡舟緝洋盜，以勞卒官，中丞哭曰：「失吾指臂。」 舊志
2. ↑  乾隆《蒲州府志》·卷八·選舉上：萬歷乙卯（舉人）……王鼎新 見進士
3. ↑  《萬曆四十七年己未科進士履歷》：王鼎新，臨流，書四房，乙未二月初二日生。临晋县人，乙卯二十七，会一百八十一，三甲二百三十一名。刑部政，庚申授邢台知县，壬戌調清苑，乙丑考察，丙寅補順天府照磨，丁卯升本府通判，升兵部主事，己巳京察。